# Tanjung Selor (ort)
Tanjung Selor är en ort på nordöstra Borneo. Den är administrativ huvudort för provinsen Kalimantan Utara sedan oktober 2012 då provinsen bildades. Orten är även huvudort för regentskapet Bulungan. Centralorten omfattar tre urbana administrativa enheter (desa), som sammanlagt hade cirka 30 000 invånare vid folkräkningen 2010.